# Campagne in Britannia di Settimio Severo
Con campagne in Britannia di Settimio Severo si intendono una serie di operazioni militari avvenute sotto il comando dello stesso Imperatore romano, Settimio Severo, in Caledonia, a nord del vallo di Adriano, che durarono dal 208 al 211. Queste operazioni portarono a una nuova occupazione del vallo Antonino e di alcune postazioni fortificate lungo il Gask Ridge.

## Contesto storico
Dopo la morte di Marco Aurelio, avvenuta nel 180, il figlio Commodo fu costretto ad intervenire lungo i confini settentrionali della Britannia, per respingere alcune invasioni di genti barbare che si erano spinte fino oltre il vallo di Adriano. Il successo di queste operazioni militari gli valse nel 184 il titolo di Britannicus.
La morte di Commodo aveva messo in moto una serie di eventi che sfociò in una nuova guerra civile. Dopo il breve regno di Pertinace, infatti, numerosi rivali emersero per ottenere la porpora imperiale, tra i quali Settimio Severo e Clodio Albino. Quest'ultimo, che era il nuovo governatore della Britannia, aveva ottenuto una serie di vittorie sulle popolazioni barbare a nord del vallo di Adriano, potendo contare su ben tre legioni e numerose unità ausiliarie.
Il suo rivale Severo (che occupava i territori occidentali europei ed africani), preferì conferire ad Albino il titolo di Cesare, quasi avesse scelto in quest'ultimo il suo futuro successore, in cambio del suo sostegno contro le armate romane orientali di Pescennio Nigro. Una volta però liberatosi di Pescennio, Severo individuò in Albino il suo nuovo e potenziale nemico, muovendogli guerra nel 196 e battendolo in modo definitivo presso Lugdunum nel 197, rimanendo così unico imperatore del mondo romano.

### Casus belli
Albino aveva rilevato un grave problema per la sicurezza della provincia di Britannia: la sicurezza dei confini settentrionali necessitava di un esercito di ben tre legioni e non meno di 50 unità ausiliarie. Del resto la dislocazione di quelle legioni altrove avrebbe messo a nudo la difesa dell'isola, lasciando la provincia sguarnita contro le rivolte "interne" delle tribù native celtiche o contro le invasioni "esterne" da parte di Pitti e Scoti.
Ciò accadde proprio negli anni della guerra civile tra Severo e Albino, quando quest'ultimo si dovette assentare dall'isola, portando con sé le armate imperiali per combattere in Gallia, lasciando così la provincia di Britannia nell'anarchia più totale. Cassio Dione ricorda, infatti, che il nuovo governatore, Virio Lupo, fu costretto a comprare la pace con le tribù del nord dei Meati. La successione di importanti governatori anche sotto il profilo militare, suggerisce che i barbari del nord non furono facilmente debellati. Così alla fine lo stesso imperatore, Settimio Severo, all'età di 62 anni fu costretto a muovere verso l'isola per riportarvi l'ordine.
L'evidenza archeologica mostra che il governatore che combatté sotto Settimio Severo, Lucio Alfeno Senecione, fu costretto a ricostruire le difese lungo il vallo di Adriano ed al di là dello stesso negli anni precedenti l'arrivo dell'imperatore. Si erano inoltre verificati tutta una serie di nuovi disordini a nord del vallo ed il governatore provinciale sollecitava nuovi rinforzi da parte dell'imperatore. Settimio Severo, animato dalla brama di ottenere nuovi successi in Occidente (Britannia) oltre a quelli già conseguiti in Oriente, preferì portare con sé per questa campagna militare i due figli, Caracalla e Geta, con lo scopo di tenerli lontano dal lusso e dalla mollezza della vita di corte della capitale. E sebbene all'arrivo di Severo in Britannia, alcune tribù avessero chiesto la pace, l'imperatore non la concesse poiché intendeva ottenere una netta vittoria ed un meritato trionfo su quelle genti.

### Forze in campo
Sembra che Severo utilizzò per la sua campagna le tre legioni provinciali, oltre alla legione di nuova costituzione, la II Parthica, 9 000 guardie imperiali con il supporto di reparti di cavalleria (Equites singulares), numerosi di truppe ausiliarie, e infine una potente flotta militare, costituita dalla stessa Classis Britannica unitamente a vexillationes di quelle del Reno e del Danubio.
Secondo Cassio Dione riuscì ad infliggere pesanti perdite ai nativi (in particolare Meati e Caledoni, avendo la volontà di provocarne un autentico genocidio), pagando però un alto prezzo, avendo egli stesso perduto buona parte del suo esercito (50 000 armati, numero che sembra eccessivo) a causa della tattica di guerriglia dei Caledoni che portò ad un graduale logoramento delle forze romane, costringendolo a ritirarsi a sud del vallo di Adriano.

## Campagne

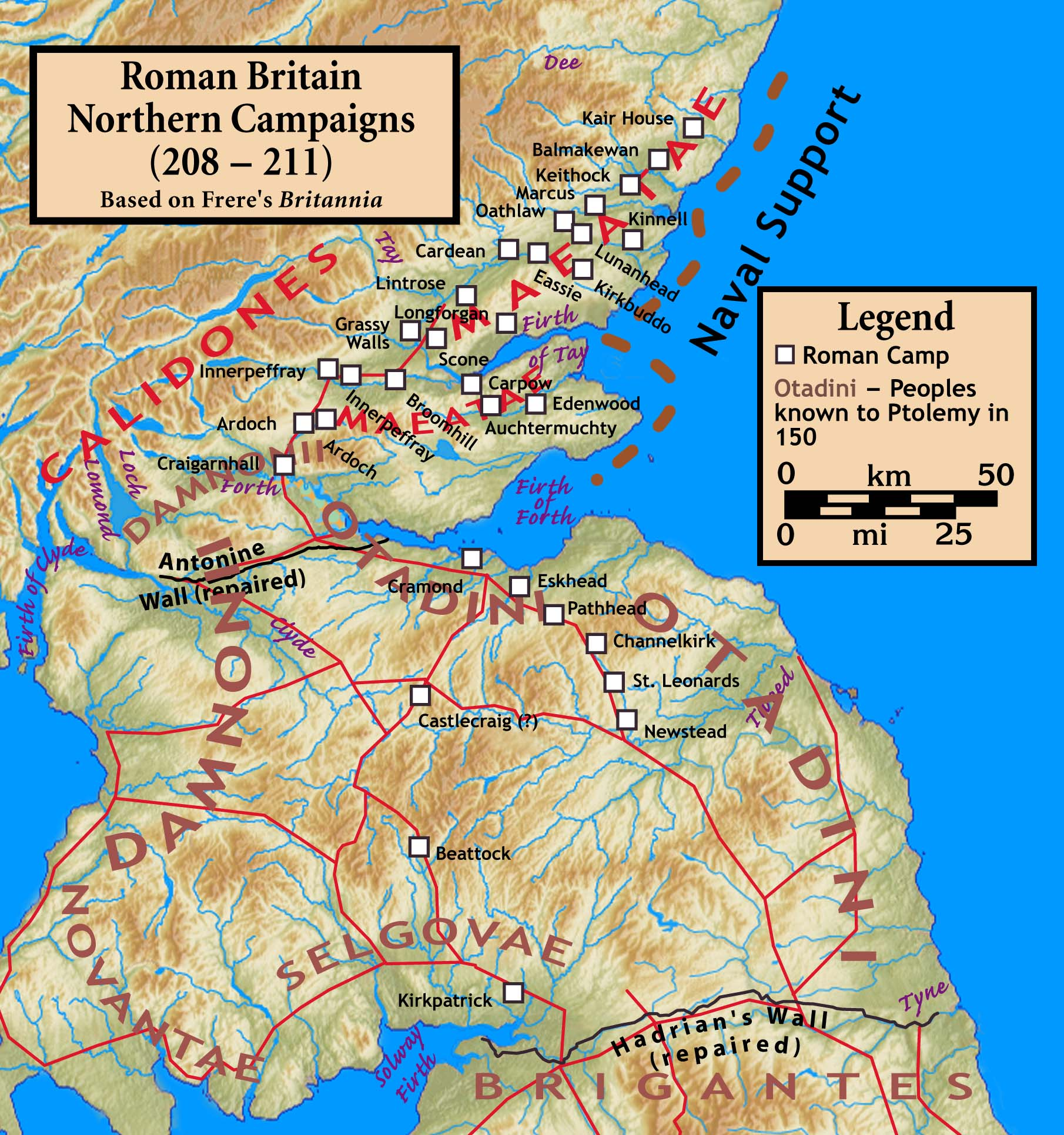
Il teatro delle campagne di Settimio Severo in Caledonia.

Quando gli sembrò che tutto fosse ormai pronto per la campagna, Severo lasciò il più giovane dei suoi due figli, Geta, nella provincia romana ad amministrare la giustizia e partecipare agli affari imperiali, lasciando insieme allo stesso i suoi amici e consiglieri più anziani. Egli stesso, accompagnato dall'altro figlio, Caracalla, marciò contro i barbari.
La prima spedizione guidata dallo stesso Severo contò su non meno di 20 000 armati, tra legionari ed ausiliari. Sembra che l'imperatore si trasferì nel nord della provincia sul finire del 208 o agli inizi del 209.
209Nella primavera di quest'anno potrebbe comunque essere iniziata la prima campagna, percorrendo i territori a nord del vallo di Adriano e poi, sull'esempio dello stesso Gneo Giulio Agricola, di oltre un secolo prima, occupando la parte orientale e meridionale dell'attuale Scozia. L'imperatore si rese però subito conto che, volendo sottomettere l'intera area, l'avanzata sarebbe stata lenta e difficile, poiché avrebbe dovuto abbattere alberi per costruirvi vie di comunicazione, livellare alture, riempire paludi con i cosiddetti pontes longi ed attraversare numerosi fiumi.
Le truppe romane erano continuamente bersagliate da rapidi attacchi, simili a vere e proprie azioni di guerriglia con stratagemmi di vario genere, da parte delle tribù della regione che grazie anche ad un terreno difficile da percorrere, non lasciavano a Severo la possibilità di combatterle in campo "aperto". Le armate imperiali si spinsero sempre più a nord, prima fino al fiume Tay ed al vallo di Antonino, poi oltre questo sistema di fortificazioni lungo il Gask Ridge ed ancora più a nord (come a Balmakewan, Glenmailen, Muiryfold, Kintore, Normandykes e Kair House), pronti ad invadere il territorio dei Caledoni, ma questi ultimi chiesero la pace che fu loro concessa.
210Severo decise di tornare ad Eburacum a causa della sua infermità (si racconta infatti che fu trasportato in lettiga nel corso di questa campagna), dopo aver costretto Caledoni e Meati con la forza a chiedere la pace, a condizione che essi abbandonassero gran parte del loro territorio, e tornando così ad occupare i territori fino al vallo Antonino. Egli assunse quindi il titolo vittorioso Britannicus, sebbene l'intera Caledonia fosse rimasta comunque ancora libera, al di fuori dell'autorità imperiale.
211Poco più tardi ancora Caledoni e Meati tornarono a compiere incursioni in territorio romano, tanto da costringere il figlio dell'imperatore, ormai malato, Caracalla, a lanciare una nuova offensiva in territorio barbaro. Si racconta infatti che l'imperatore ormai gravemente malato avesse espresso la volontà di un autentico genocidio:
(Cassio Dione Cocceiano, Storia romana, LXXVII, 15.1.)
Sempre quest'anno avveniva la morte di Severo ad Eburacum (York). I due figli decisero, dopo aver siglato un nuovo trattato di pace con quelle genti, di riportare i confini imperiali al vallo di Adriano.

## Conseguenze

### Reazioni immediate: ritiro dei forti romani "severiani" dalla Caledonia settentrionale

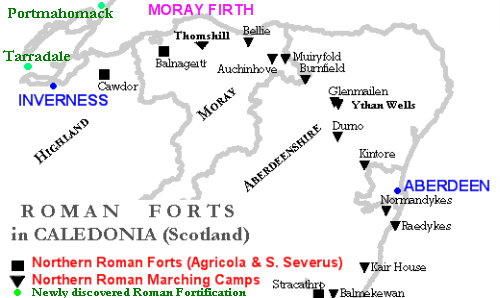
Le fortificazioni romane nella Caledonia settentrionale. Il Forte romano di Muiryfold si trova vicino a Inverness. Viene considerato come uno dei luoghi di massima penetrazione romana nel nord della Scozia, anche se recentemente sono stati rinvenute fortificazioni romane ancora più a nord (Tarradale & Portmahomack)

L'imperatore Settimio Severo nel 208 cercò di conquistare e pacificare tutta la Scozia. In quell'anno iniziò un'offensiva con probabilmente 6 legioni partendo dal Vallo di Adriano, che aveva rinforzato previamente..
Nel 210, attuando la stessa strategia offensiva di Giulio Agricola nell'84, creò una serie di fortificazioni a nord del Gask Ridge fino all'accampamento di Muiryfold.
Infatti fotografie aeree hanno scoperto questo accampamento ad appena un miglio romano da quello fatto erigere oltre un secolo prima da Agricola ad Auchinhove..
Entrambi questi accampamenti furono creati a una giornata di marcia da quelli di Glenmailen (fatto da Severo) ed Ythan Wells (fatto da Agricola). Muiryfold si trovava vicino a una presunta Strada romana, che portava da Aberdeen e l'accampamento severiano di Raedykes fino al Moray Firth. L'accampamento di Muiryfold fu abbandonato un paio di anni dopo, a seguito della improvvisa morte di Settimio Severo avvenuta nel 211.

### Impatto sulla storia
Dopo tre anni di campagne in Scozia, i territori conquistati tornarono nuovamente liberi per volere del figlio Caracalla. È forse a Severo che si deve, quale ultimo suo atto, la divisione della provincia di Britannia in due comandi: quello Superiore e quello Inferiore. L'usurpazione di Clodio Albino aveva rivelato a Severo un grave problema per la sicurezza imperiale, quando un governatore provinciale poteva disporre di un esercito troppo numeroso come quello della Britannia, di circa 50 000 armati.
Le fonti storiche forniscono poche informazioni sui decenni successivi, dei quali sembrano appartenere numerosi tesoretti sepolti in questa provincia, a testimonianza che continuarono le invasioni dei barbari del nord nei territori romani, seppure sotto forma di brevi razzie. Nel secolo successivo sembra, pertanto, non vi furono più pericoli di vera e propria occupazione della Britannia romana settentrionale da parte dei Caledoni.. Una serie di forti furono, poi, costruiti lungo la costa meridionale dell'isola contro la pirateria navale di numerose genti germaniche, che si trovavano come i Frisi ed i Sassoni ad ovest del Reno, e che andranno a costituire il cosiddetto sistema di fortificazioni del litus saxonicum.
A metà del III secolo, l'Impero romano fu sconvolto da una serie impressionante di invasioni barbariche, ribellioni "interne" e usurpazioni alla porpora imperiale. Nel 259 si ebbe, infine, la scissione della Britannia e delle Gallie dall'Impero romano centrale, con la costituzione di un Impero indipendente da Roma. Postumo, infatti, si ribellò a Gallieno e la Britannia rimase indipendente fino al 274, quando Aureliano la reintegrò all'interno dell'Impero.